# Schwalmaue

Naturräume innerhalb der Westhessischen Senke

Die Schwalmaue ist eine naturräumliche Einheit, Naturraum-Nummer 343.210, in der Westhessischen Senke. Verwaltungstechnisch liegt sie im nordhessischen Schwalm-Eder-Kreis (Deutschland).

## Lage und Ausdehnung
Die 22,43 km2 große Schwalmaue bildet mit der 48,55 km2 großen Fritzlarer Ederflur (Nr. 343.211) die Waberner Ebene (Nr. 343.21) im Naturraum Hessengau (343.2) in der Westhessischen Senke. Sie liegt nahezu vollständig im Stadtgebiet von Borken und umfasst einen Großteil von deren Gebiet sowie im Nordosten einen Teil der Gemarkungen von Uttershausen und Unshausen, beides Ortsteile der Gemeinde Wabern.
Die Schwalmaue wird von der Schwalm entwässert. Sie beginnt im Westen an der Schwalmpforte, wo die Schwalm zwischen Kerstenhausen im Westen und Kleinenglis im Osten aus dem Löwensteiner Grund (Nr. 341.7) austritt. Die Landschaft grenzt im Süden an das Trockenerfurther Gefilde (Nr. 343.10) und das Borkener Becken (Nr. 343.13), beides Teile der Landsburger Senke (Nr. 343.1), sowie im Südosten an die Homberger Bucht (Nr. 343.20). Im äußersten Osten tangiert sie bei Unshausen das Homberger Hochland (Nr. 356.3). Im Norden liegt die Großenengliser Platte (Nr. 343.22) keilförmig zwischen der Schwalmaue und der Fritzlarer Ederflur, bis zu deren Zusammentreffen zwischen Uttershausen und Unshausen.

## Geologie und Ökologie
Vorherrschende Böden sind fluviatile Sedimente aus dem Tertiär mit Sand-, Kies- und Tonlagen. In diese sind im sogenannten Borkener Braunkohlerevier ergiebige Braunkohlevorkommen aus dem Eozän eingelagert, die von 1897 bis 1991 im Tage- und Untertagebau ausgebeutet wurden. Als Relikte des Kohlebergbaus finden sich heute in der Schwalmaue mehrere rekultivierter Abraumhalden und eine Anzahl größerer und kleinerer aus vollgelaufenen Tagebaurestlöchern entstandene Seen und Teiche.
Dieses Borkener Seenland enthält avifaunistisch wertvolle Gebiete. Der noch immer nicht vollständig geflutete Gombether See ist ein Vogelbrutgebiet von nationaler Bedeutung, und der Singliser See ist ein Brut- und Rastgebiet von überregionaler Bedeutung. Der gesamte Borkener See einschließlich seiner Uferzonen liegt im rund 350 Hektar großen „Naturschutzgebiet Borkener See“ und ist ein bedeutendes Rastgebiet für Wasser- und Watvögel.
Koordinaten: 51° 3′ 50,4″ N, 9° 18′ 0″ O